# Tontolini e Cocò rivali in amore
Tontolini e Cocò rivali in amore è un cortometraggio del 1910, interpretato da Ferdinand Guillaume, conosciuto in Italia come "Polidori" o "Tontolini". Il nome del regista non appare nei titoli. È il secondo film della serie Tontolini.
Non si conosce la trama, ma si suppone che la coppia Tontolini/Cocò nel film litighi per l'amore di una donna, suscitando ilarità del pubblico per le loro battute e buffe trovate